# 路易三世·德·波旁-孔代
路易三世·德·波旁，第六代孔代親王（1668年11月10日—1710年3月4日)，法國名將，波旁王室成員。大孔代路易二世·德·波旁的孫子，第五代孔代親王亨利三世的兒子。

## 生平
1685年，路易三世與路易十四與蒙特斯龐夫人阿泰娜伊絲德莫特馬爾所生的女兒南特小姐結婚。
1686年，路易三世加入軍隊，其後出任上校。路易三世在九年戰爭中功勳卓著。他身材矮小，為人狠毒，聲名狼藉。但作為軍人，作戰勇敢，尤以在施泰因科克之战中名震于世。1692年，路易三世晉升為中將。
1709年，路易三世在他父親去世后承袭親王爵位，成為孔代親王。但是，路易三世於11個月後便在凡爾賽宮逝世，享年41歲。